# Liste des voies de Grenoble

## Liste des ponts de Grenoble
| Sur l'Isère, de l'aval vers l'amont : - Pont de l'autoroute A48 - Pont d'Oxford - Pont ferroviaire - Pont de la Porte de France - Pont Marius-Gontard - Pont Saint-Laurent (piétonnier) - Pont de la Citadelle - Pont de Chartreuse - Pont de l'Île-Verte - Pont du Sablon - Pont de la Porte de Savoie | Sur le Drac : - Pont des Martyrs - Pont du Vercors - Pont Esclangon - Pont du Drac - Pont de Catane - Passerelle du Rondeau - Pont du Rondeau |

- Haut – A
- B
- C
- D
- E
- F
- G
- H
- I
- J
- K
- L
- M
- N
- O
- P
- Q
- R
- S
- T
- U
- V
- W
- X
- Y
- Z

Nota: À l'intérieur de Grenoble, la plus grande partie des bords de l'Isère et du Drac sont bordés par les autoroutes A48 et A480.

## A

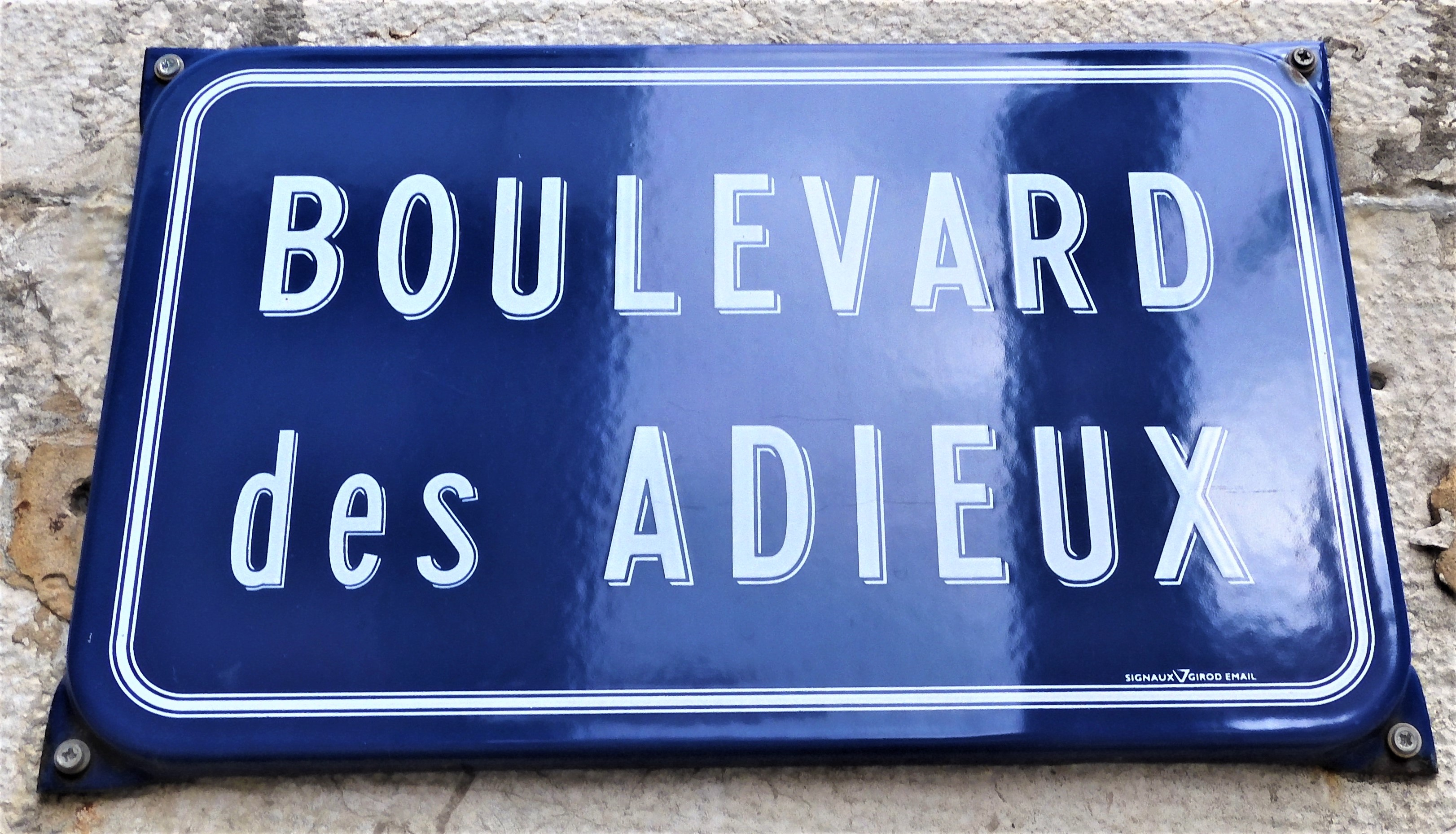
Plaque du blvd des Adieux

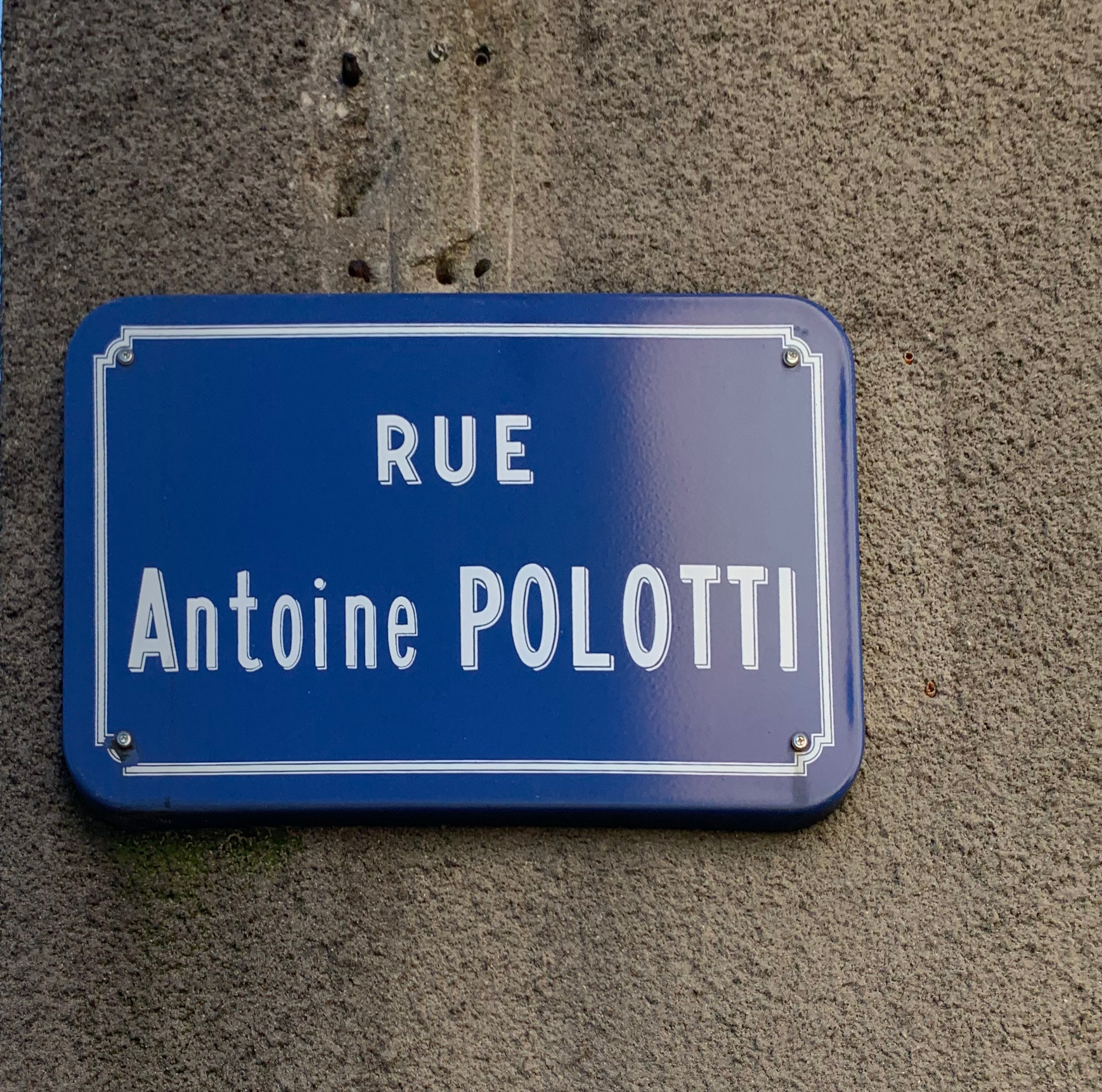
Plaque de la rue A. Polotti

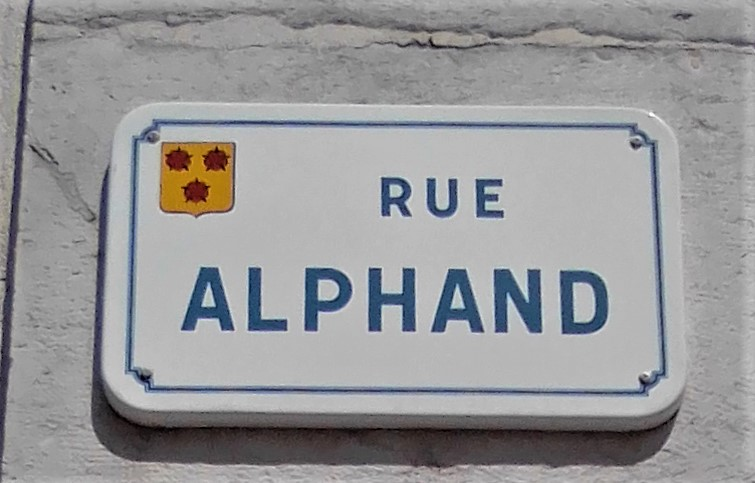
Plaque de la rue Alphand

- Rue Abbé Grégoire
- Parvis de l'abbé Pierre
- Boulevard des Adieux
- Boulevard Agutte-Sembat
- rue Alphand
- Avenue Albert Ier de Belgique
- Rue Alfred de Vigny
- Rue des Alliés
- Avenue Alsace-Lorraine
- Quai des Allobroges
- Place André Charpin
- Place André Malraux
- Rue Ampère
- Rue Antoine Polotti
- Place d'Apvril
- Place Aristide Briand

## B

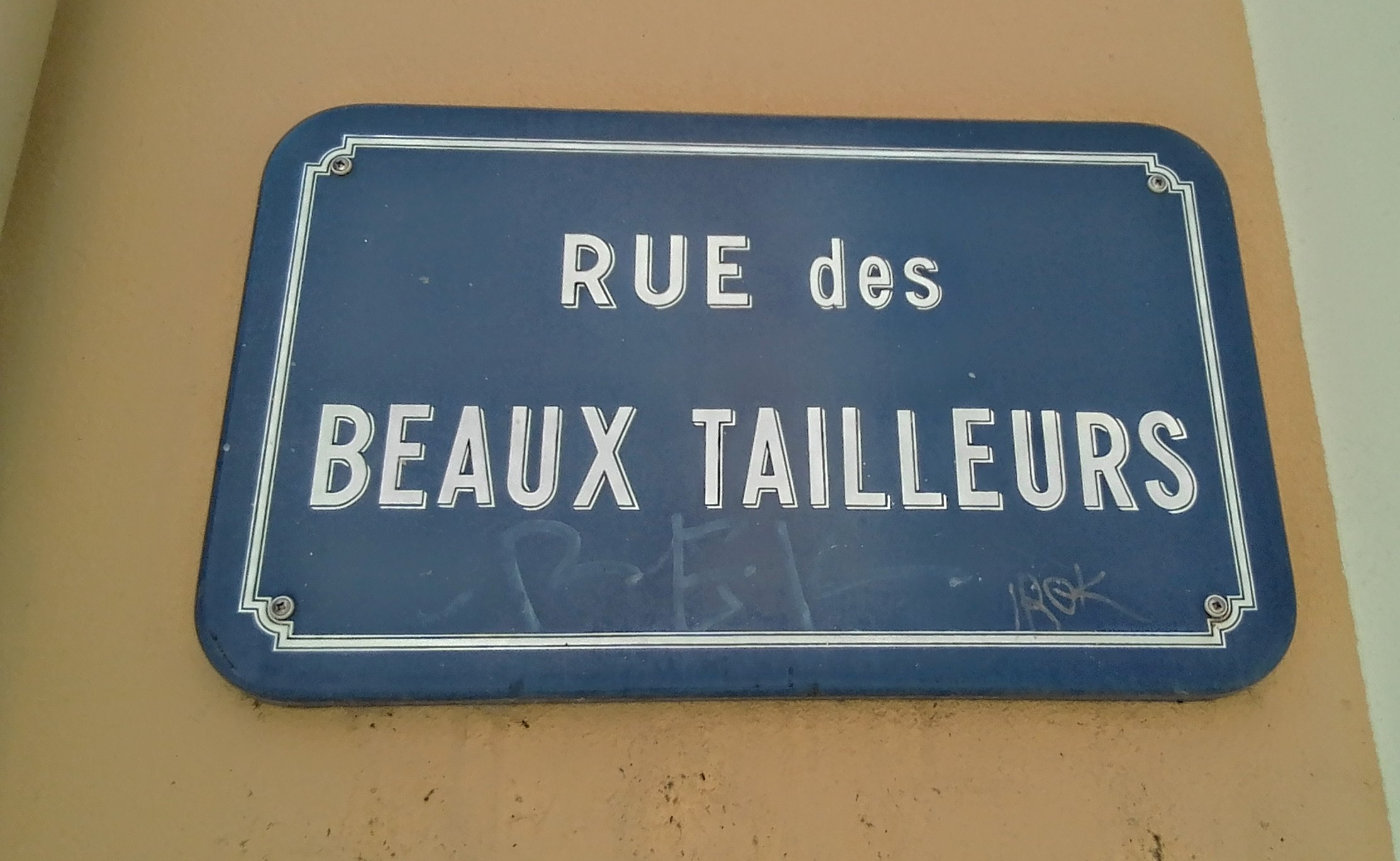
File:Plaque rue des Beaux Tailleurs

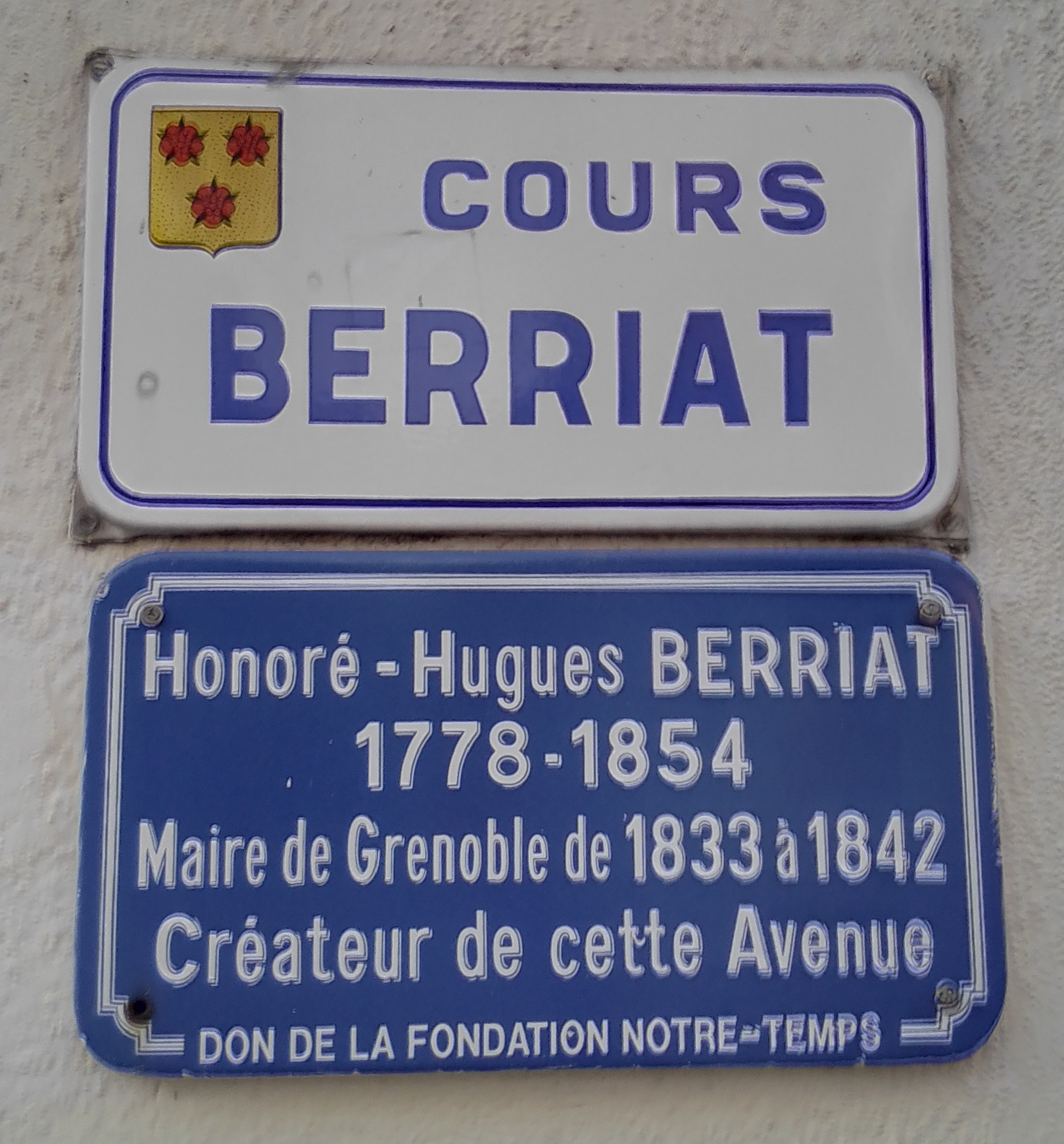
Plaque du cours Berriat

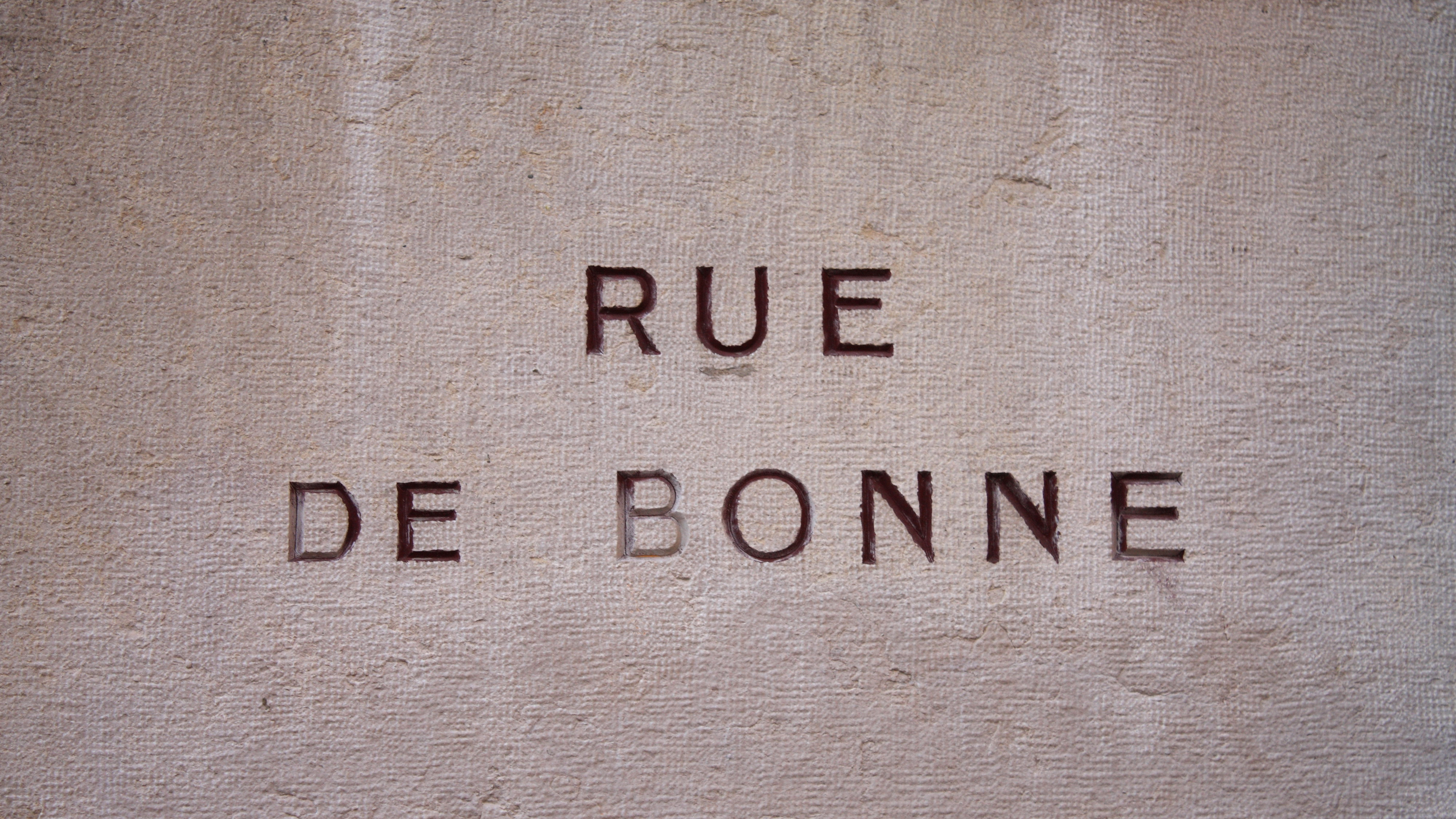
Inscription sur un mur de la rue de Bonne

- Rue Barnave
- Avenue Beaumarchais
- Rue des Beaux-Tailleurs
- Cours Berriat
- Place Bir-Hakeim
- Rue Bayard
- Rue de Belgrade
- Place de Bérulle
- Rue Beyle Stendhal
- Place Blanc la Goutte
- Rue des Bons Enfants
- Rue de Bonne
- Rue Bressieux
- Rue Brocherie

## C

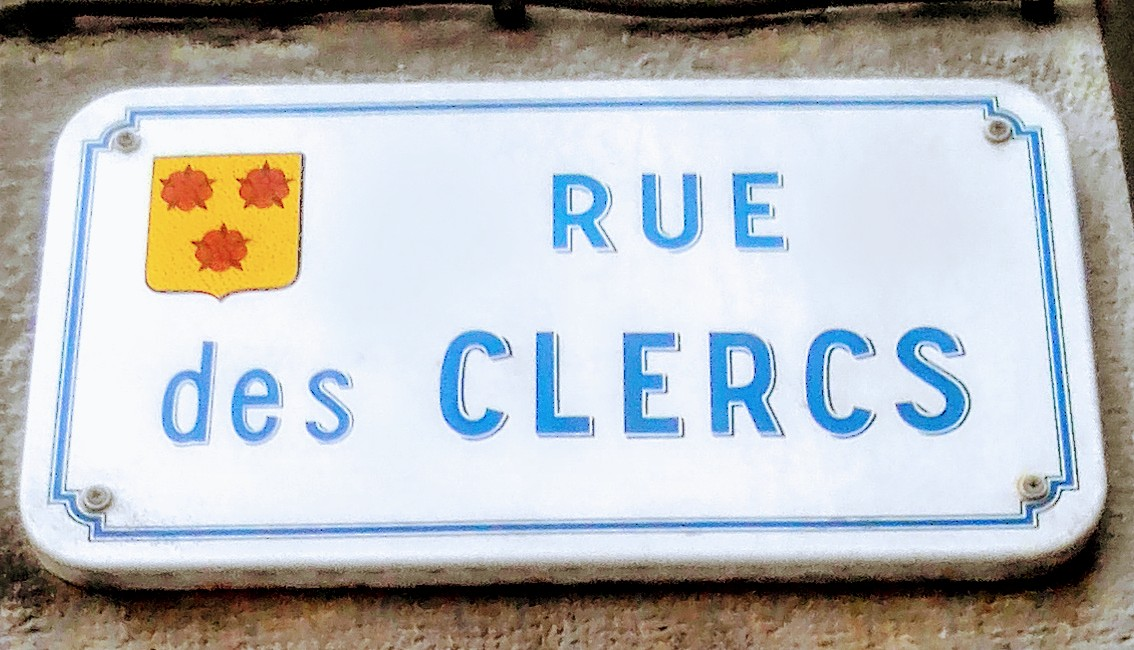
Plaque de la rue des Clercs

- Rue Casimir Brénier
- Montée de Chalemont
- Place Championnet
- Place Charles-Dullin
- Quai Charpenay
- Rue Chenoise
- Quai Claude Bernard
- Quai Claude Brosse
- Place Claveyson
- Boulevard Clemenceau
- Route de Clémencières
- Rue des Clercs
- Place de la Commune de 1871
- Place Condorcet
- Voie de Corato
- Quai Créqui
- Place de la Cymaise

## D
- Rue Denfert-Rochereau

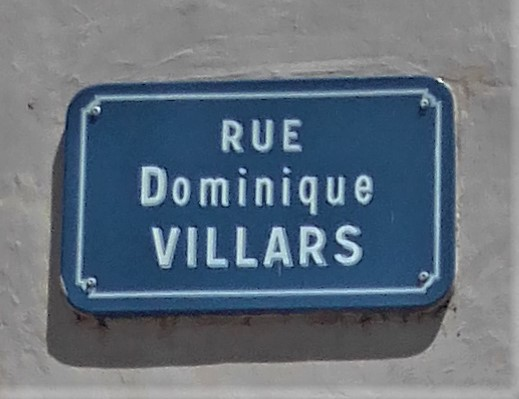
Plaque de la rue Dominique Villard (Grenoble)

- Rue des Déportés du 11 novembre 1943
- Boulevard des Diables bleus
- Place Docteur Gallimard
- Rue Dominique Villard
- Place Docteur-Girard
- Rue Docteur Mazet
- Place Doyen Gosse

## E

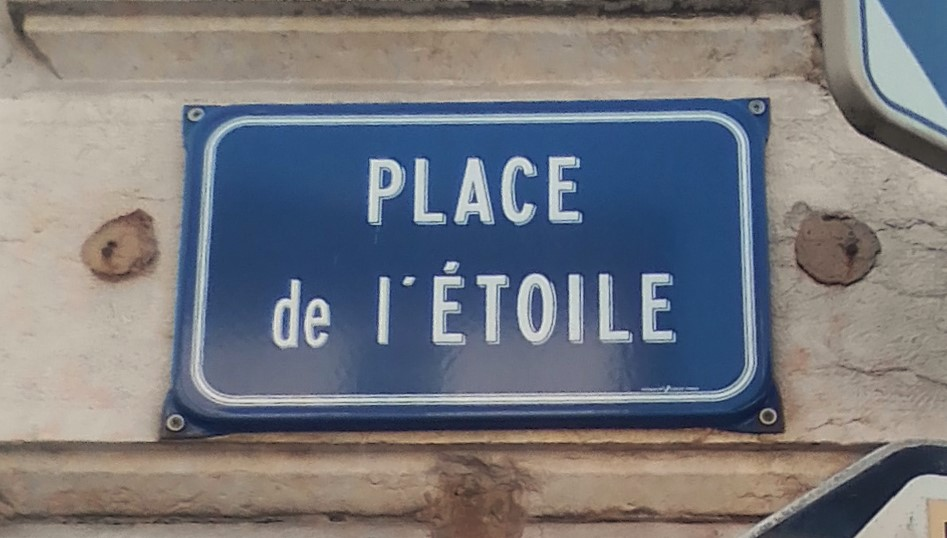
Plaque de la Place de l'Étoile

- Place Edmond Arnaud
- Avenue Edmond Esmonin
- Boulevard Édouard Rey
- Place Emé de Marcieux
- Rue Émile Gueymard
- Boulevard de l'Esplanade
- Place de l'Étoile
- Avenue de l'Europe

## F

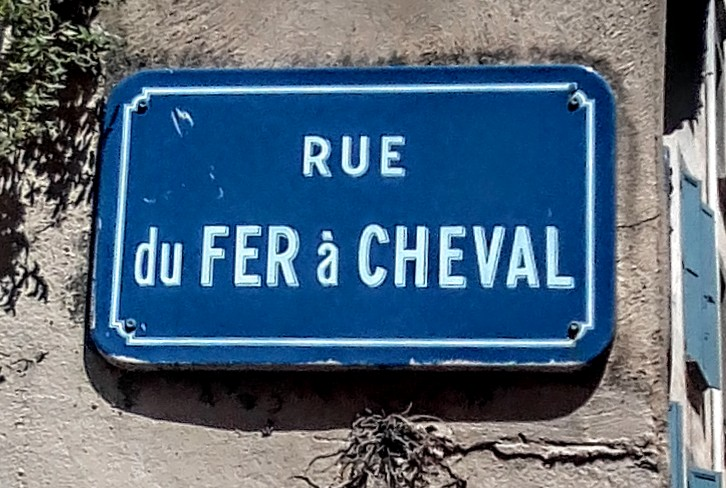
Plaque de la rue du Fer à Cheval

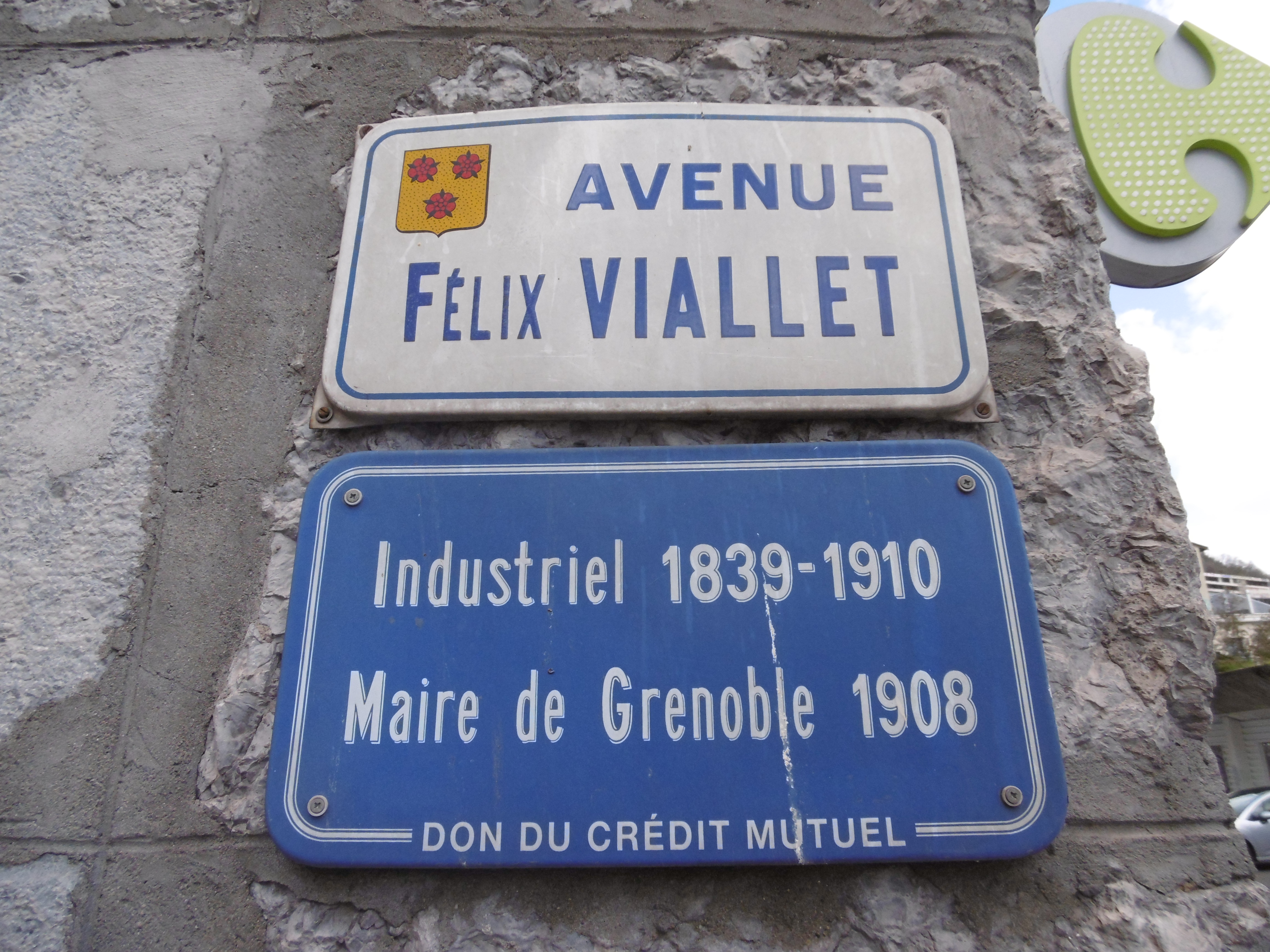
Plaque de l'avenue Félix Viallet

- Rue Farconnet
- Rue Félix-Poulat
- Rue Félix-Esclangon
- Avenue Félix-Viallet
- Rue du Fer à cheval
- Place Firmin-Gautier
- Quai de France
- Square des fusillés

## G

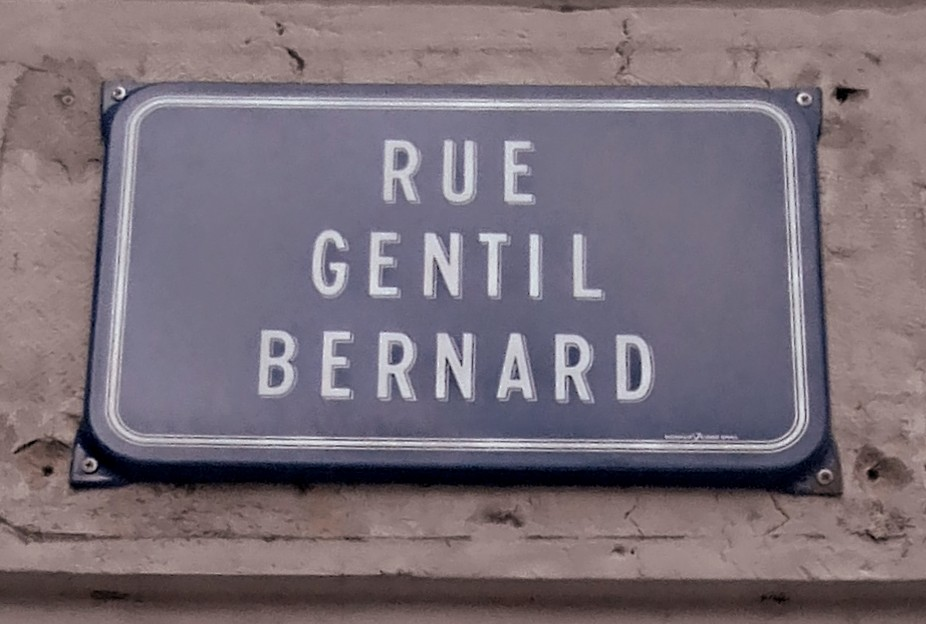
Plaque de la rue Gentil Bernard (Grenoble)

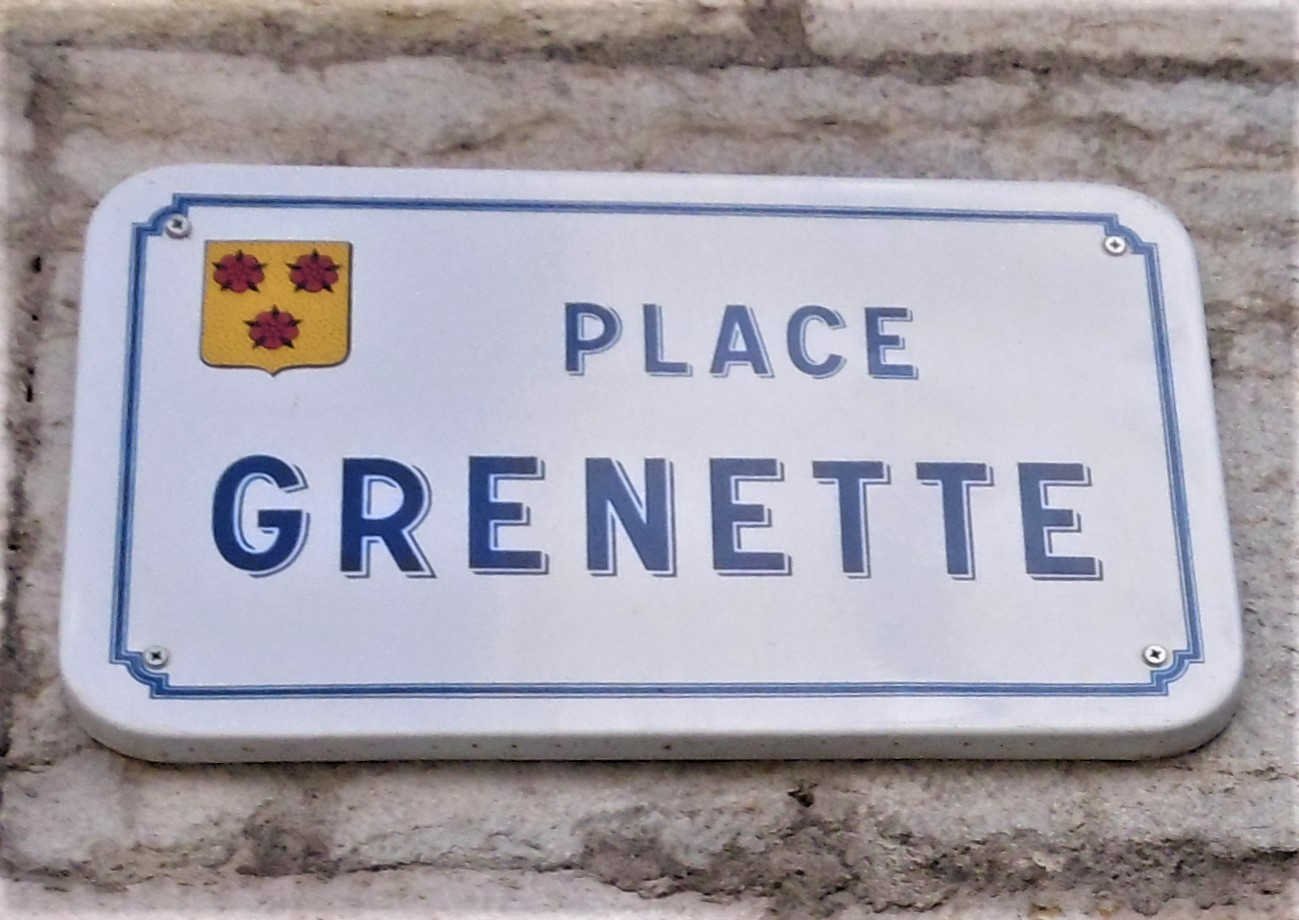
Plaque da la place Grenette

- Boulevard Gambetta
- Place de la Gare
- Place des Géants
- Avenue Général Champon
- Boulevard Général Gallieni
- Rue Général Mangin
- Rue Gentil Bernard
- Place de Gordes
- Quai de la Graille
- Grande Rue
- Place Grenette
- Place du Grésivaudan
- Place Gustave Rivet

## H

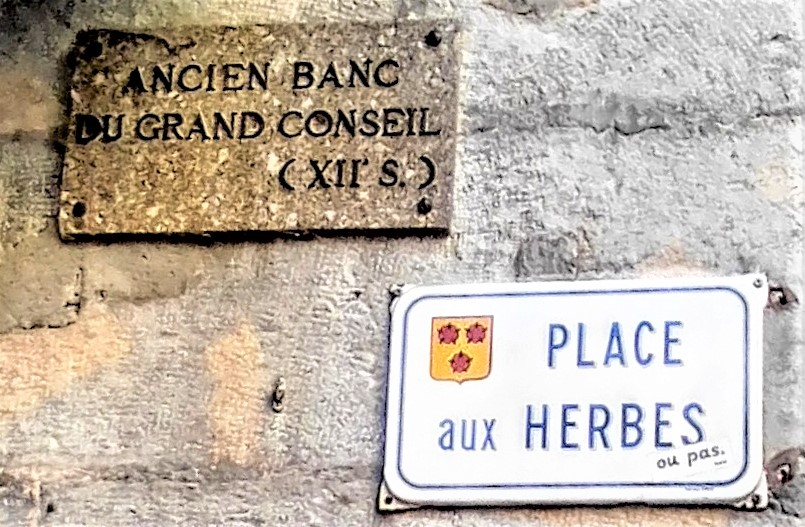
Plaques da la place aux Herbes

- Rue Hector-Berlioz
- Place aux Herbes
- Place Hubert-Dubedout

## I
- Avenue d'Innsbruck
- Rue Irvoy

## J
- Place Jacqueline Marval
- Place Jean Achard
- Avenue Jeanne d'Arc
- Rue Jean-François Hache
- Cours Jean Jaurès
- Place Jean Moulin
- Boulevard Jean-Pain
- Avenue Jean Perrot
- Rue Jean Prévost
- Place Jean Racine
- Rue Jean-Jacques-Rousseau
- Avenue des Jeux-olympiques
- Quai Jongkind

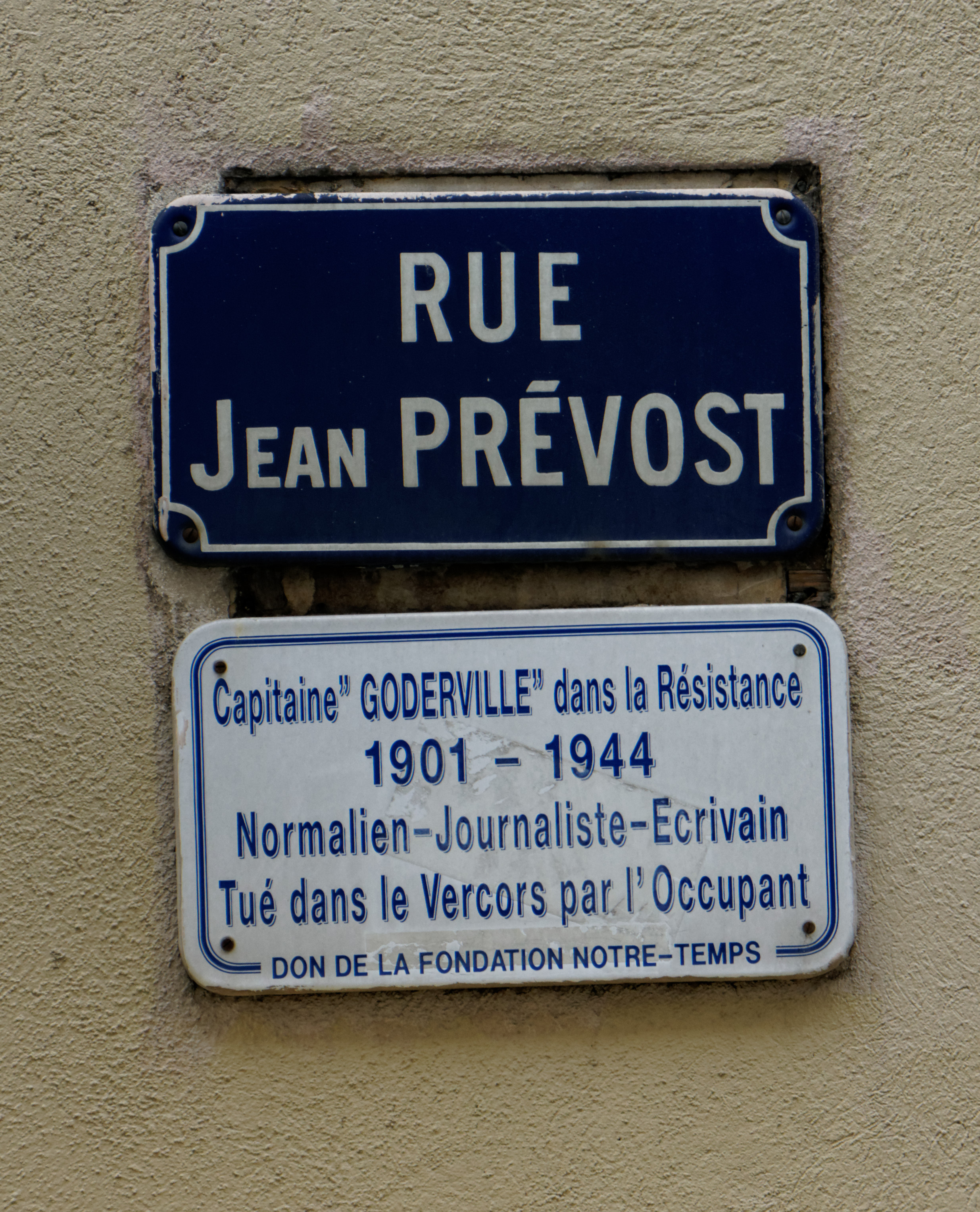
Plaque de la rue Jean Prévost

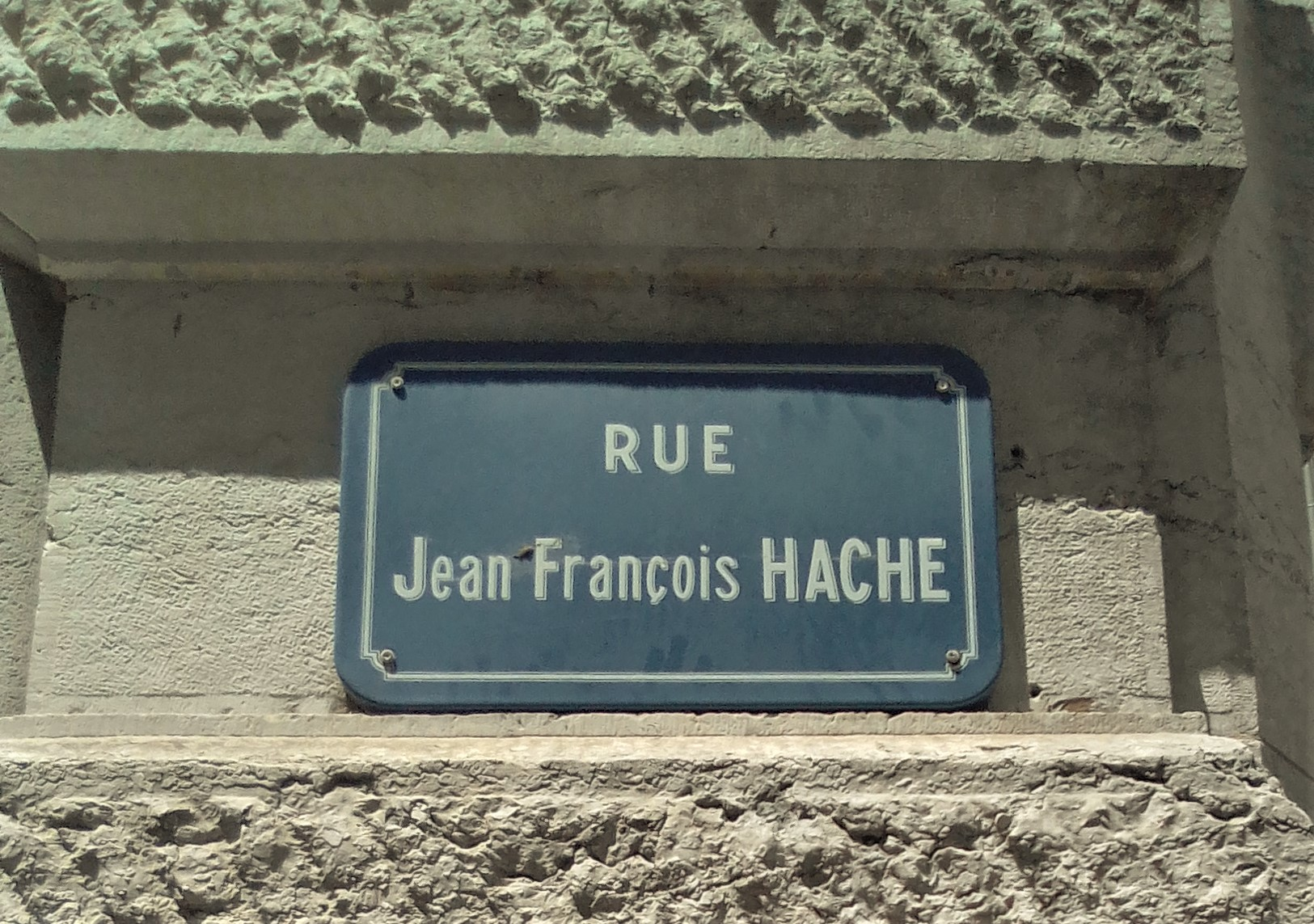
Plaque rue Jean-François Hache (Grenoble)

- Rue Joseph-Rey / Avenue de Vizille (rues parallèles)
- Place Joseph Riboud
- Boulevard Joseph Vallier
- Avenue Jules Vallès

## L
- Avenue de La Bruyère
- Rue Lafayette
- Cours La Fontaine
- Quai de la Graille
- Place Laurent Bonnevay
- Place de Lavalette
- Rue Léo Lagrange
- Avenue Léon Blum
- Rue Léon Jouhaux
- Rue Lesdiguières
- Rue de la Liberté

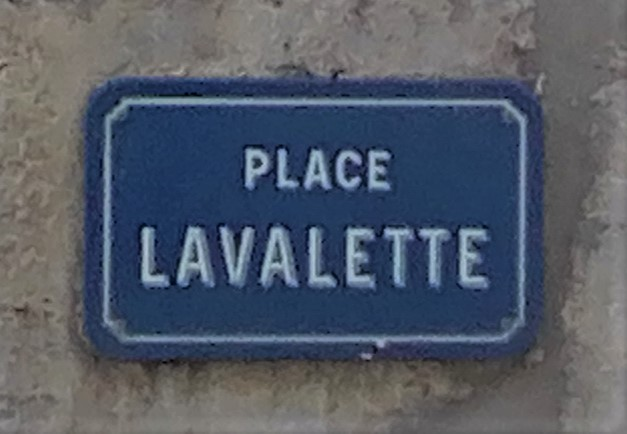
Plaque de la place de Lavalette

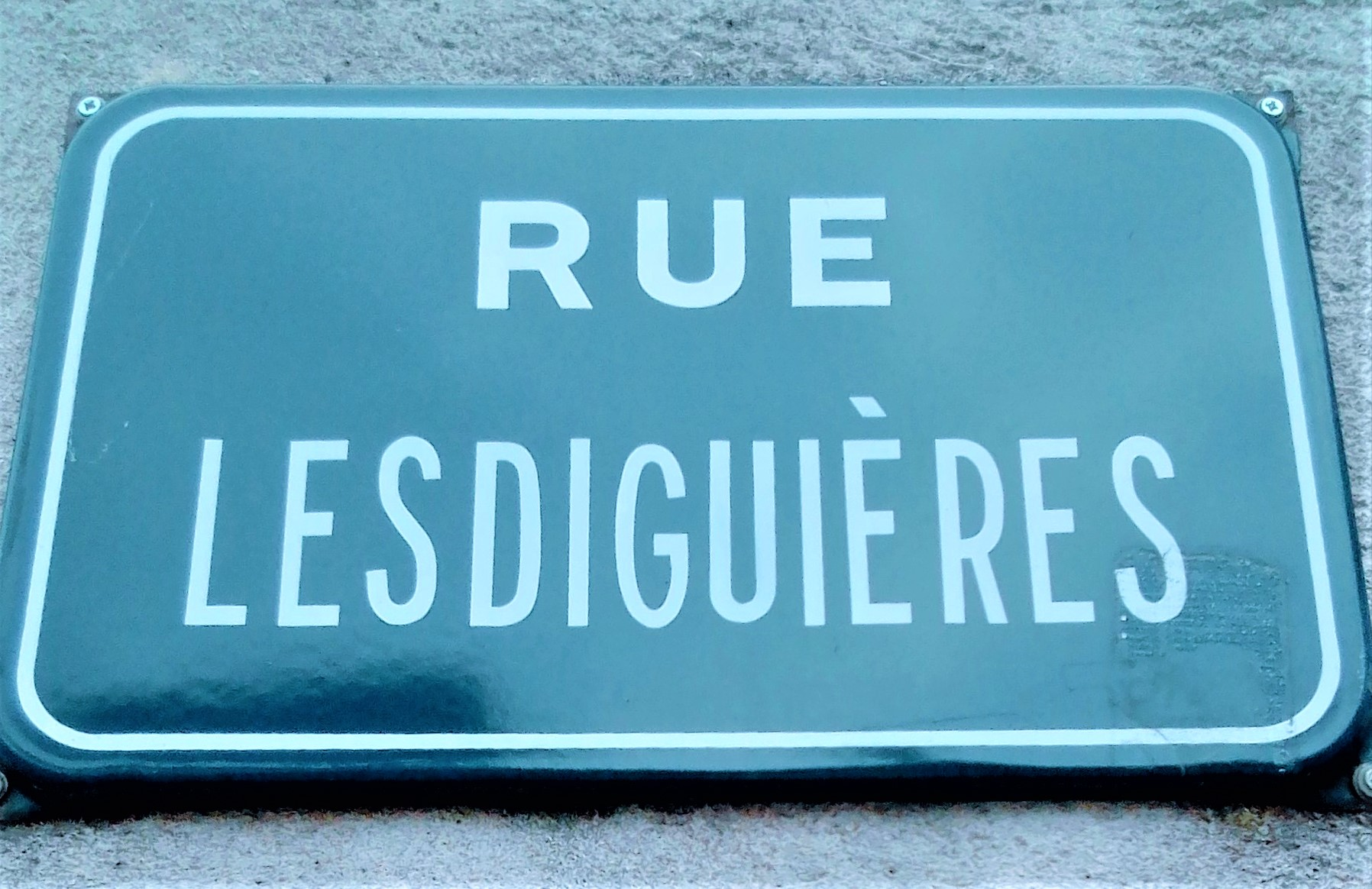
Plaque de la rue Lesdiguières

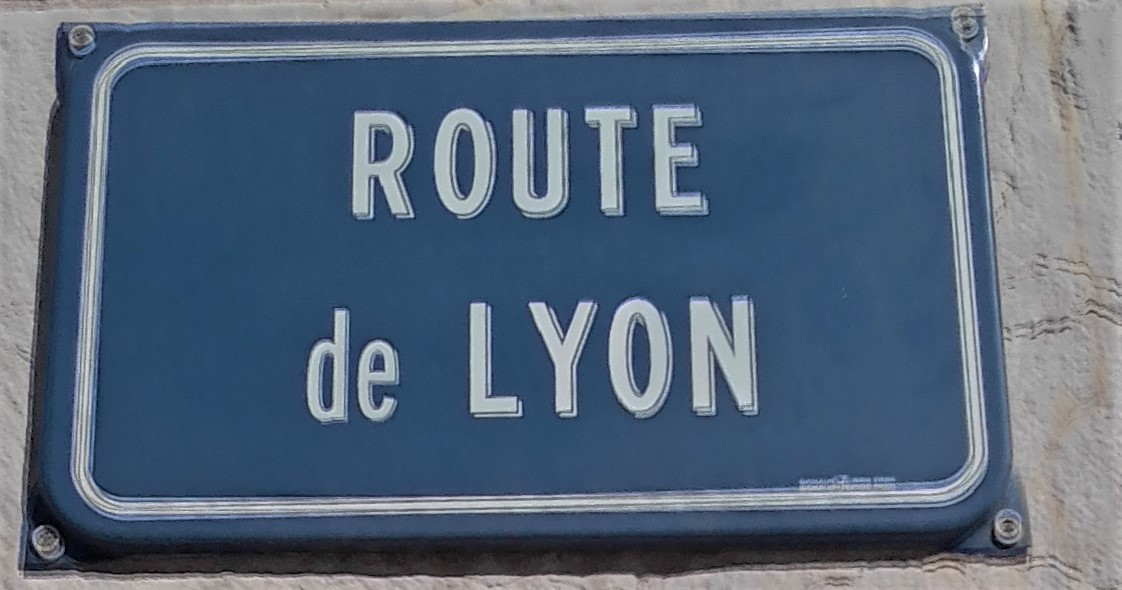
Plaque de la route de Lyon

- Cours de la Libération et du Général De Gaulle
- Place Lionel Terray
- Rue de Lionne
- Rue de Lorraine
- Place Louis Jouvet
- Route de Lyon
- Place du Lys rouge

## M

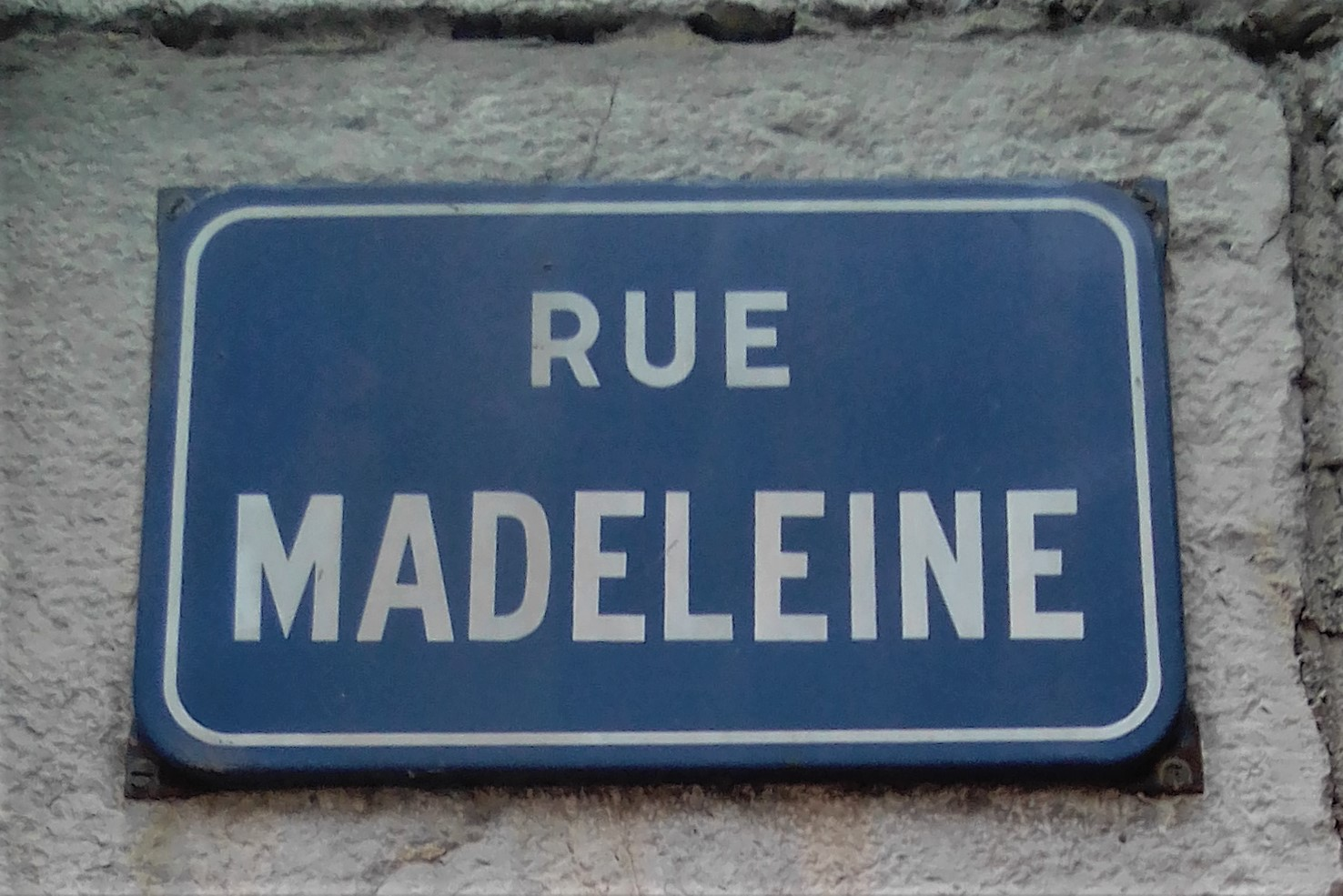
Plaque de la Rue Madeleine

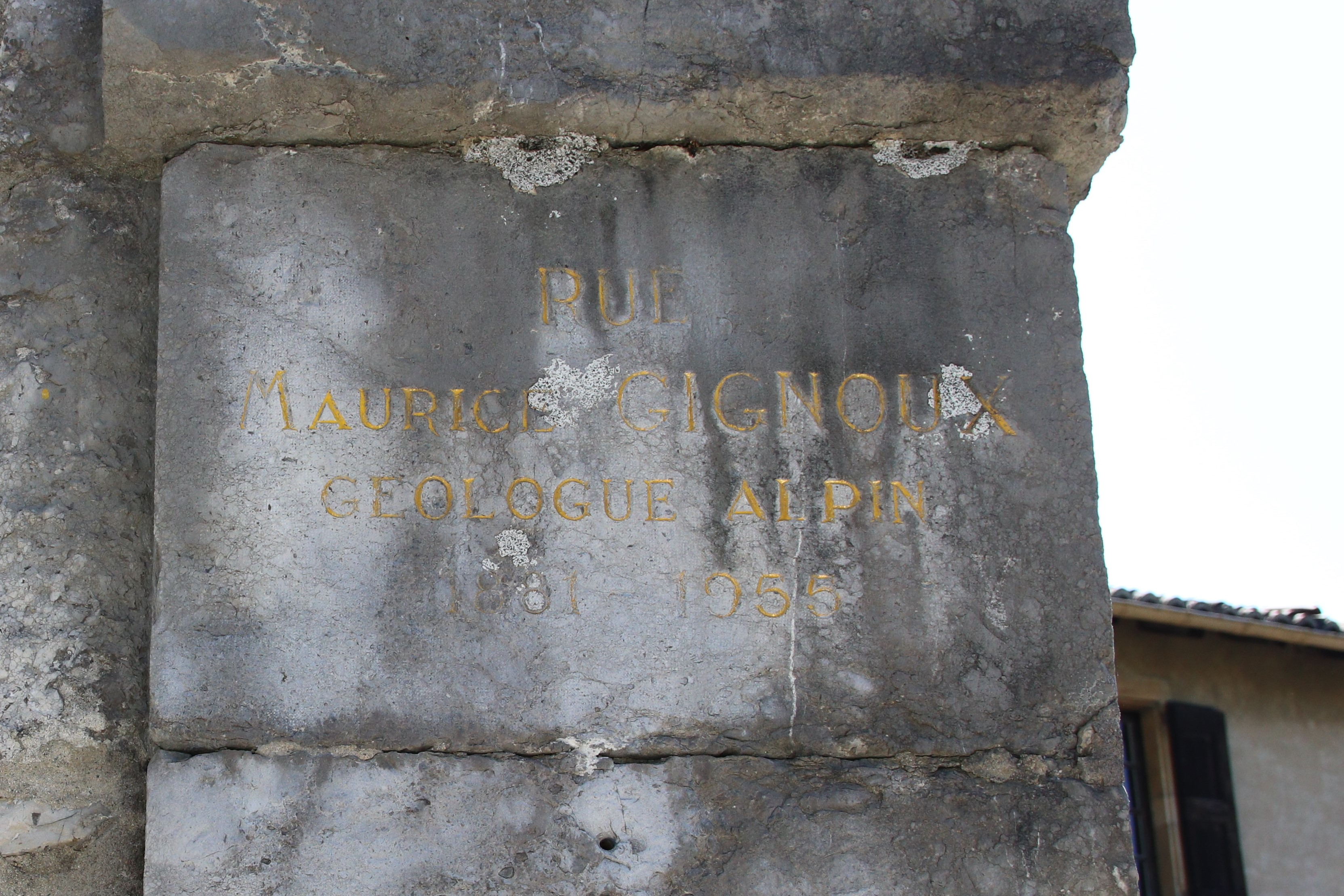
Inscription sur un mur de la rue Maurice-Gignoux

- Rue Madeleine
- Avenue Malherbe
- Avenue Marcellin Berthelot
- Rue Marius Blanchet
- Boulevard Maréchal Foch
- Boulevard Maréchal Joffre
- Boulevard Maréchal Leclerc
- Boulevard Maréchal Lyautey
- Avenue Maréchal-Randon
- Avenue Marie-Reynoard
- Avenue des Martyrs
- Rue Maurice-Gignoux
- Place de Metz
- Rue Molière
- Rue Montorge
- Quai Mounier
- Rue Moyrand

## N

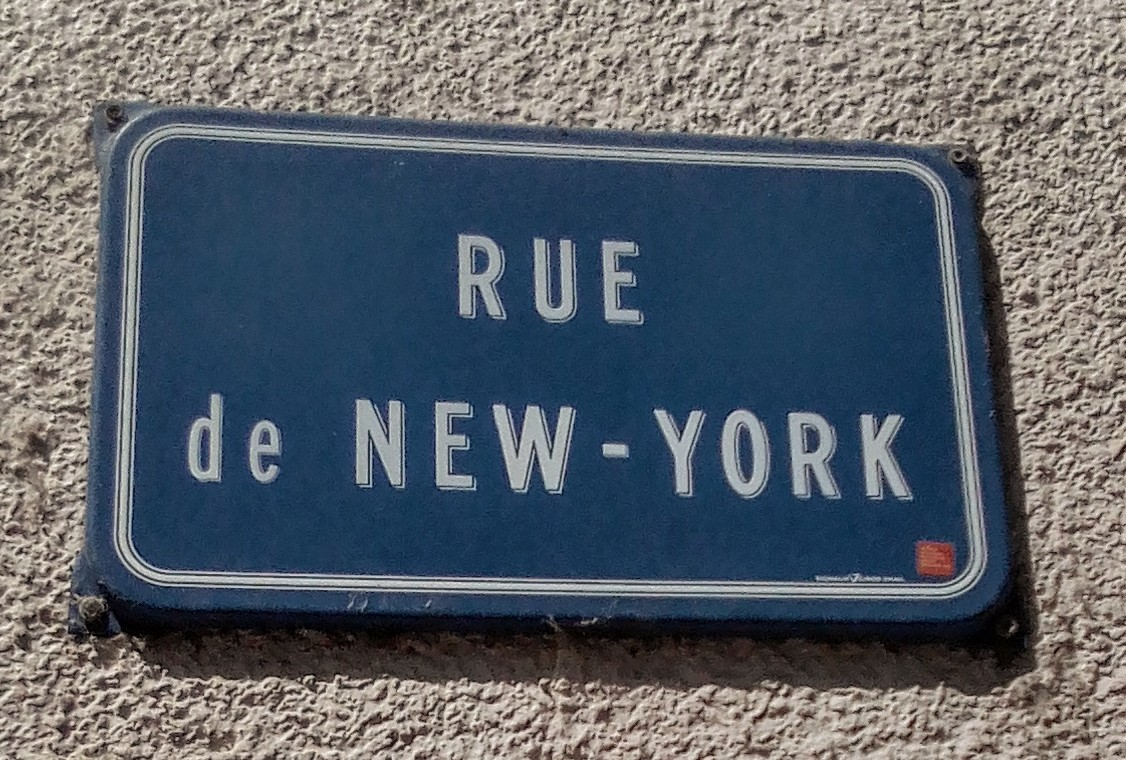
Plaque de la rue de New-York

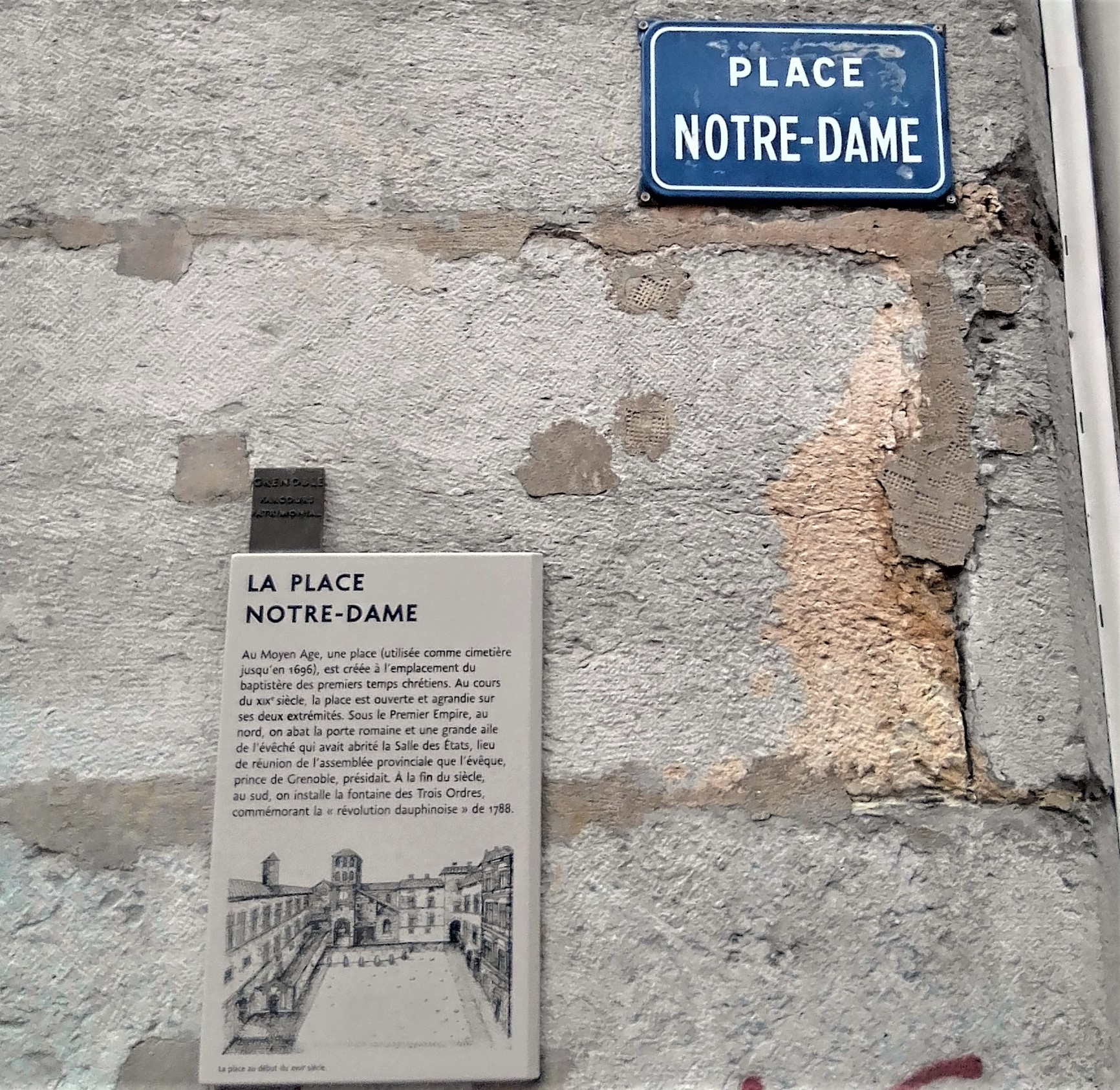
Plaques de la place Notre-Dame

- Place Nelson Mandela
- Rue de New-York
- Place Notre-Dame

## P

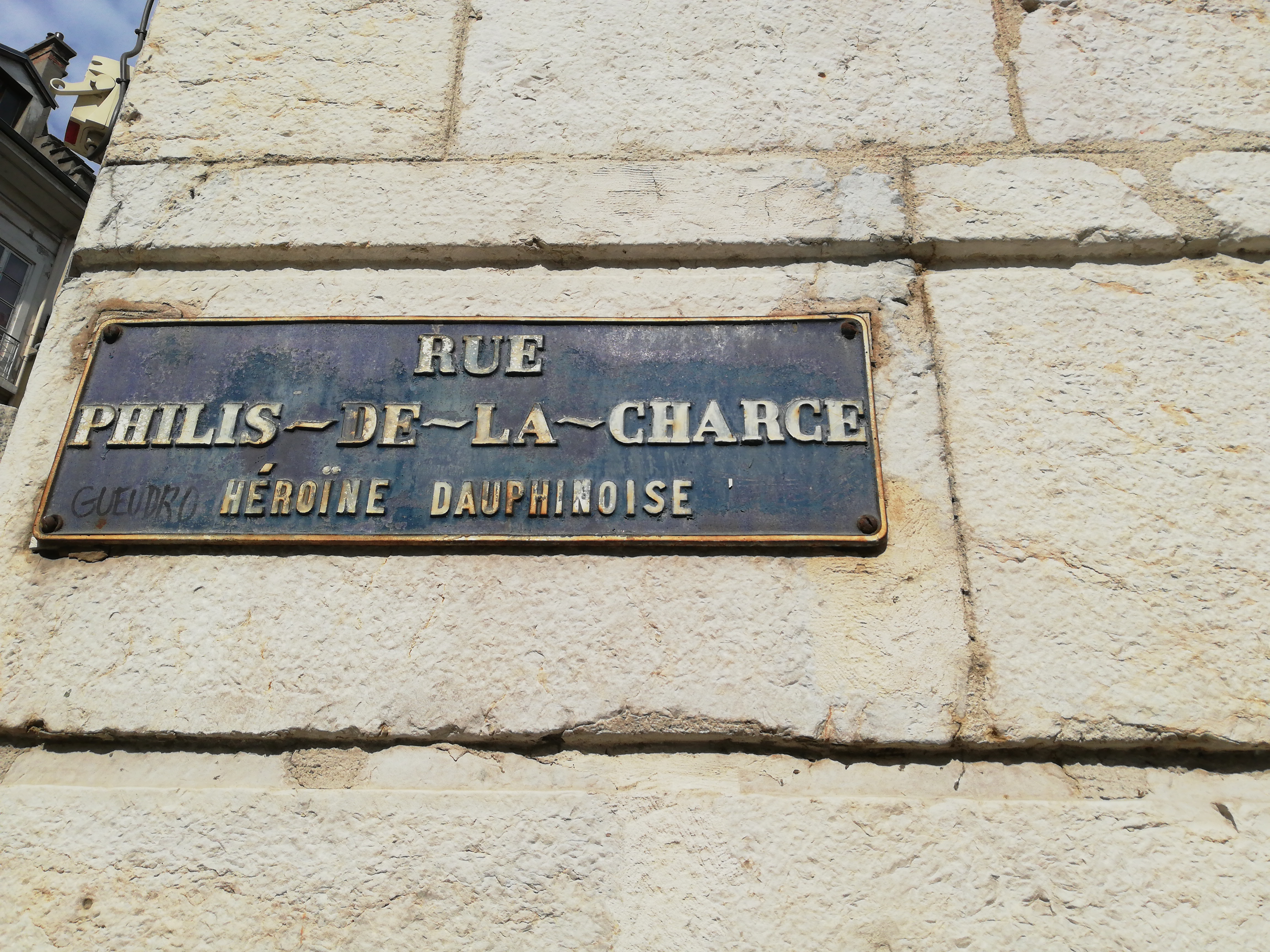
Plaque de la rue Philis de la Charce

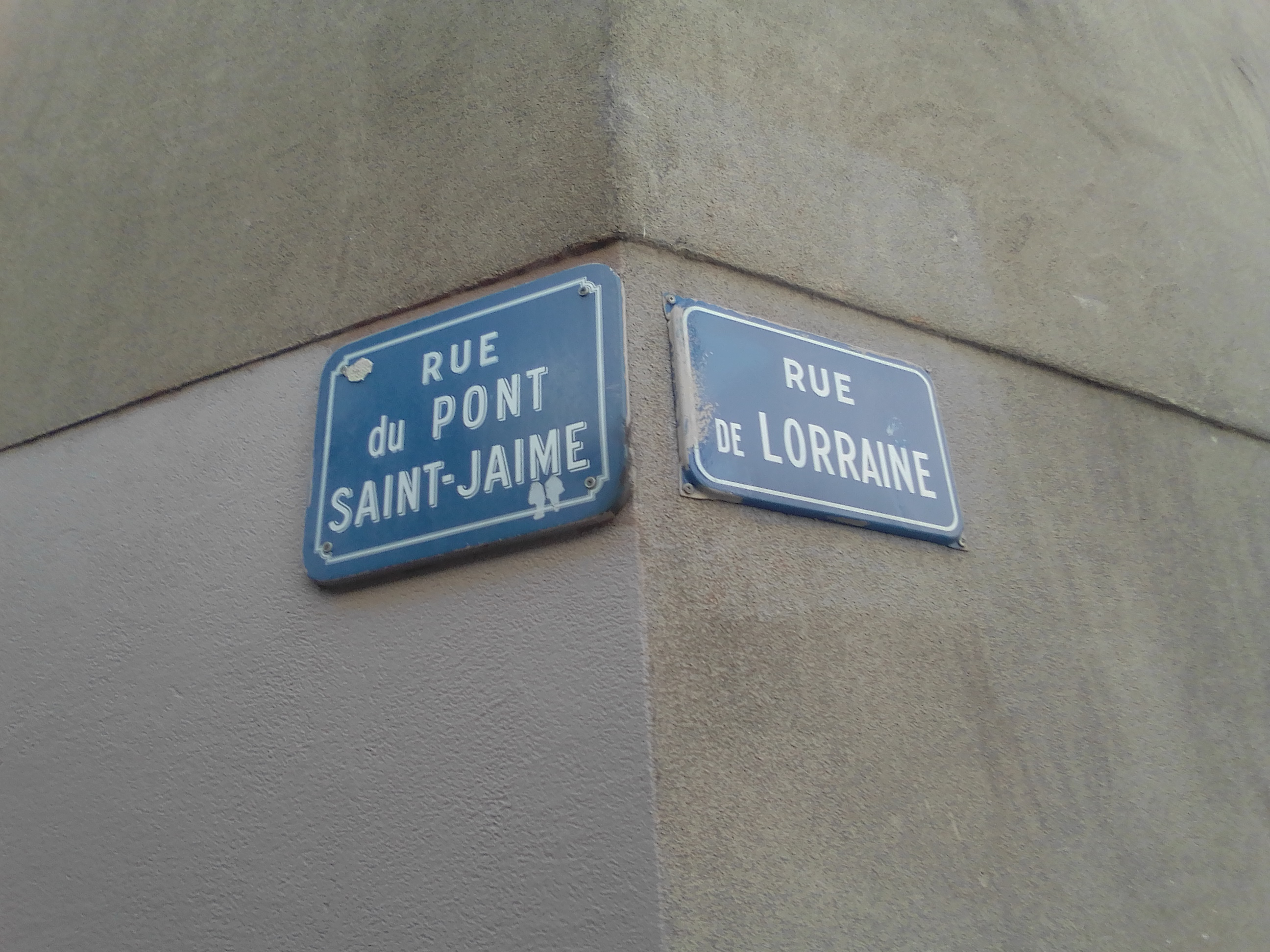
Angle des rues du pont-Saint-Jaime et de Lorraine

- Rue du Palais
- Rue Paul Claudel
- Avenue Paul Cocat
- Quai Paul Louis Merlin
- Rue Pierre-Semard
- Place Paul Mistral
- Place Paul Vallier
- Avenue Paul Verlaine
- Place Pasteur
- Quai Perrière
- Place de Philippeville
- Rue Philis de la Charce
- Place Pierre-Gaspard
- Place Pierre Lory
- Rue du pont Saint-Jaime
- Place de la Poudrière
- Rue Président-Carnot

## Q
- Rue des Quatre-cents-couverts
- Rue du Quatre-septembre

## R

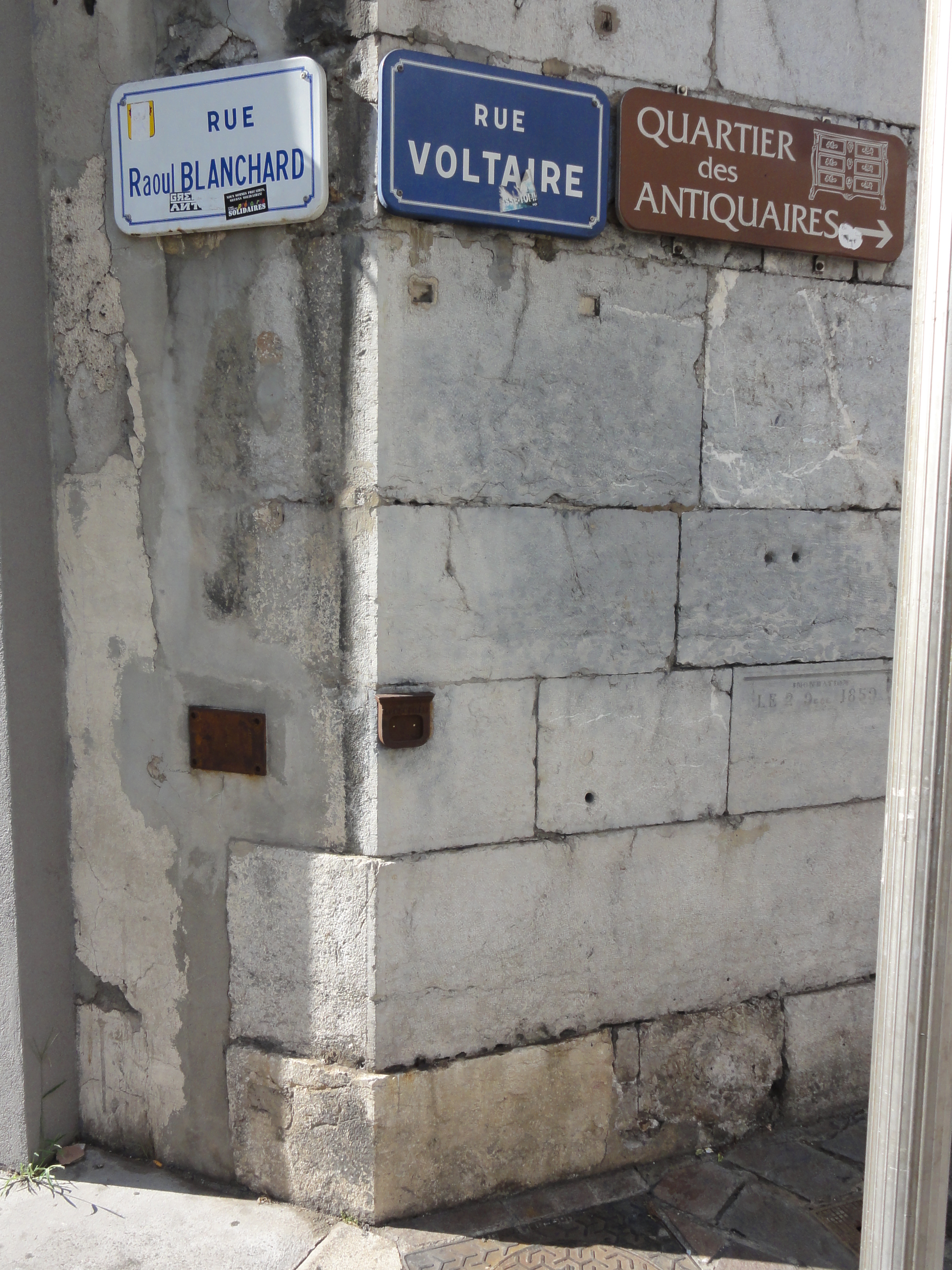
Angle de la rue Raoul Blanchard et de la rue Voltaire

- Rue Raoul Blanchard
- Place René Frappat
- Rue de la République
- Place de la Résistance
- Avenue Rhin-et-Danube
- Place Robert Schuman
- Avenue Rochambaud
- Boulevard Roger Salengro

## S

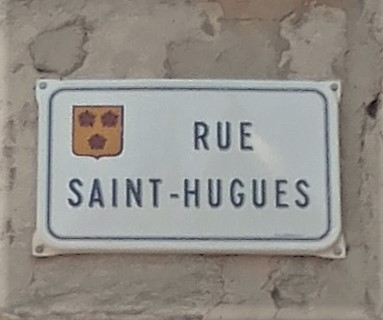
Plaque de rue Saint-Hugues (Grenoble)

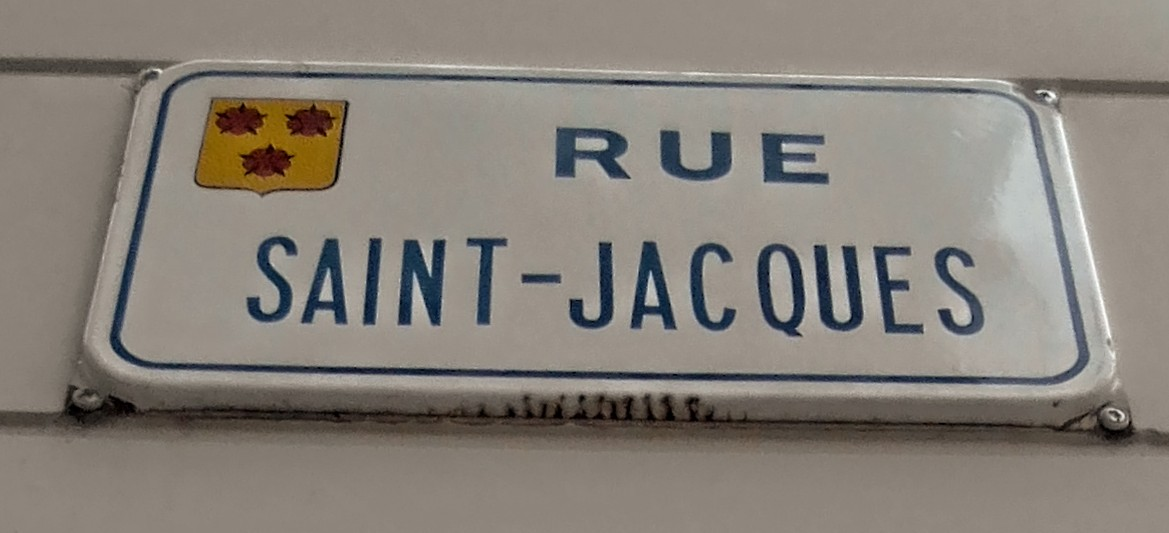
Plaque de la rue Saint-Jacques (Grenoble)

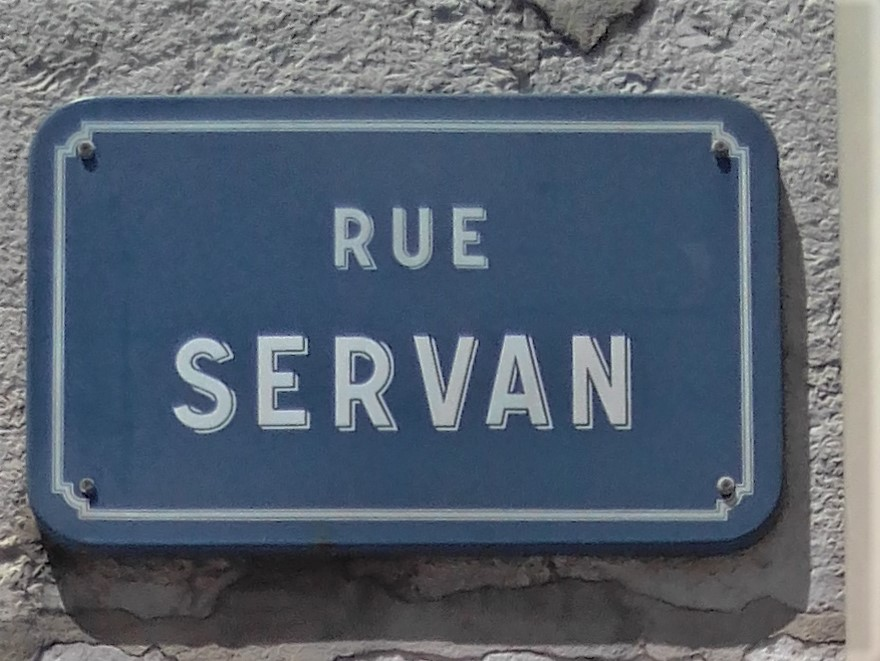
Plaque de la rue Servan

- Place Saint-André
- Place Saint-Bruno
- Place du Saint Eynard
- Place Sainte Claire
- Rue Saint-Hugues
- Rue Saint-Jacques
- Place Saint-Laurent
- Rue Saint-Laurent
- Avenue Salvador Allende
- Place Salvador Allende
- Place des Saules
- Rue de Sault
- Rue Servan
- Place de Sfax
- Place de la Solidarité
- Rue de Stalingrad
- Quai Stéphane Jay

## T

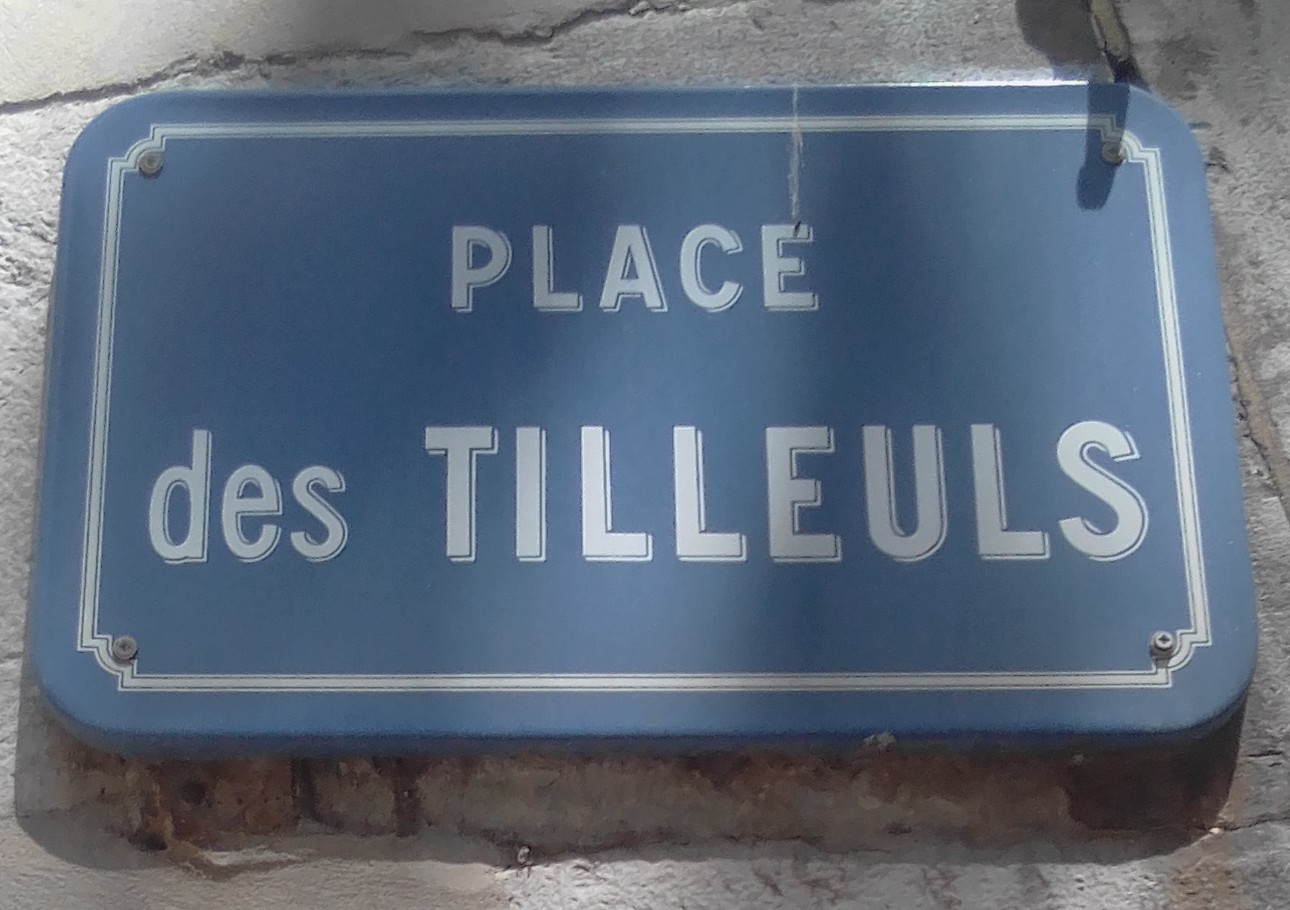
Plaque de la rue des Tilleuls

- Avenue Teisseire
- Place du Temple
- Rue Thiers
- Place des Tilleuls
- Rue Très-Cloîtres

## V
- Place Valentin Haüy
- Avenue de Valmy
- Place Vaucanson
- Place Vercingétorix
- Rue du Vercors
- Place de Verdun
- Place Victor Hugo
- Rue du Vieux-temple;
- Rue Voltaire

## X
- Place Xavier Jouvin
- Quai Xavier Jouvin